# Cheirimedeia dulkeiti
Cheirimedeia dulkeiti is een vlokreeftensoort uit de familie van de Corophiidae. De wetenschappelijke naam van de soort is voor het eerst geldig gepubliceerd in 1951 door Gurjanova.